# SV Holzbach
Der SV Holzbach ist ein 1946 gegründeter  Sportverein aus Holzbach, einem Ort in der Verbandsgemeinde Simmern-Rheinböllen.

## Frauenfußball
Seit 2008 besteht im Verein eine Frauenfußballabteilung. Die Damen stiegen 2017 erstmals in die drittklassige Regionalliga Südwest auf und erreichten dort auf Anhieb den 5. Platz.
Als unterlegener Finalist des Rheinlandpokals in der Saison 2016/17 qualifizierte man sich, da der Gewinner, die SG 99 Andernach, bereits über die Regionalliga für den DFB-Pokal qualifiziert war, für die 1. Runde des DFB-Pokals 2017/18. Dort unterlag man jedoch mit 0:2 gegen den TSV Schott Mainz. In derselben Spielzeit gewann die Mannschaft den Rheinlandpokal durch einen 6:5-Finalerfolg im Elfmeterschießen über den 1. FFC Montabaur, nachdem es nach der Verlängerung 1:1 gestanden hatte. In der Folgesaison unterlag man im DFB-Pokal mit 5:1 beim 1. FFC 08 Niederkirchen, erreichte jedoch im Rheinlandpokal erneut das Finale. Dieses Finale konnte erneut die SG 99 Andernach für sich entscheiden. Da die Spielgemeinschaft jedoch abermals bereits über die Regionalliga für den DFB-Pokal qualifiziert war, konnte der SV Holzbach zum dritten Mal in Folge im DFB-Pokal antreten. Zum wiederholten Mal schied das Team jedoch in der 1. Runde aus. In der gleichen Saison gewann die Mannschaft durch einen 2:1-Finalerfolg über den TuS Issel erneut den Rheinlandpokal. In der darauf folgenden Saison unterlag man im DFB-Pokal mit 1:7 beim SV 67 Weinberg.

### Erfolge
- Meister der Rheinlandliga: 2017
- Rheinlandpokal: 2018, 2020

## Herrenfußball
Lange als eigenständige Vereine aktiv, schlossen sich 1971 der SV Holzbach und der SV Tiefenbach zur SG Soonwald zusammen. 2001 fusionierte man dann mit dem VfR Simmern zur SG Soonwald/Simmern. Aktuell spielt die 1. Herrenmannschaft in der neuntklassigen Kreisliga B Hunsrück/Mosel.

## Spielorte
Neben den heimischen Sportplatz an der L162 werden manche Spiele auch im Hunsrückstadion in Simmern oder auf dem Sportplatz am Soonwald in Tiefenbach ausgetragen.